# محاكمة جرائم الحرب
محاكمة جرائم الحرب هي محاكمة الأشخاص المتهمين بارتكاب انتهاكات جنائية لقوانين وأعراف الحرب ومبادئ القانون الدولي ذات الصلة المرتكبة أثناء حرب

## تاريخ
كانت محاكمة بيتر فون هاجنباخ من قبل محكمة خاصة تابعة للإمبراطورية الرومانية المقدسة في عام1474، أول محاكمات «دولية» لجرائم الحرب وأيضًا لمسؤولية القيادة.  تمت محاكمة هاجنباخ بتهمة الفظائع التي ارتكبت أثناء احتلال برايزاخ، وأدين، وقطع رأسه.منذ إدانته بارتكاب جرائم، «كان يُنظر إليه باعتباره فارسًا على واجب المنع»، على الرغم من أن هاغنباخ دافع عن نفسه بالقول إنه كان يتبع أوامر من دوق بورغوندي،تشارلز ذا بولد، الذي كانت له الإمبراطورية الرومانية المقدسة كان قد أعطى بريساتش.

## القرن ال19
في عام1865، تمت محاسبة الضابط الكونفدرالي هنري ويرز وشنق لظروف مروعة في سجن أندرسونفيل حيث مات العديد من جنود الاتحاد خلال الحرب الأهلية الأمريكية.
خلال حرب البوير الثانية، استأنف الجيش البريطاني بريكر مورانت وبيتر هاندكوك وألفريد تايلور والعديد من الضباط الآخرين لارتكابهم جرائم قتل متعددة لأسرى الحرب والعديد من المدنيين غير المقاتلين في شمال ترانسفال (انظر المحكمة العسكرية في بريكر مورانت).

### محاكمات جرائم الحرب العالمية الأولى
بعد الحرب العالمية الأولى، حوكم عدد صغير من الأفراد الألمان أمام محكمة ألمانية في محاكمات جرائم الحرب في لايبزيغ على جرائم يُزعم أنها ارتكبت خلال تلك الحرب.
المادة 227 من معاهدة فرساي، معاهدة السلام بين ألمانيا وقوات الحلفاء بعد الحرب العالمية الأولى، «استدعى علنًا [محرر] ويليام الثاني من هوهنزولرن، الإمبراطور الألماني سابقًا، لارتكابه جريمة سامية ضد الأخلاق الدولية وحرمة المعاهدات.» كان القيصر السابق قد هرب إلى هولندا، وعلى الرغم من الطلبات المقدمة لتسليمه، رفض الهولنديون تسليمه،ولم يُقدم للمحاكمة.وهكذا تم إخطار ألمانيا، بصفتها دولة موقعة على المعاهدة، بما قد يحدث في حالة اندلاع حرب لاحقة.

### محاكمات جرائم الحرب العالمية الثانية

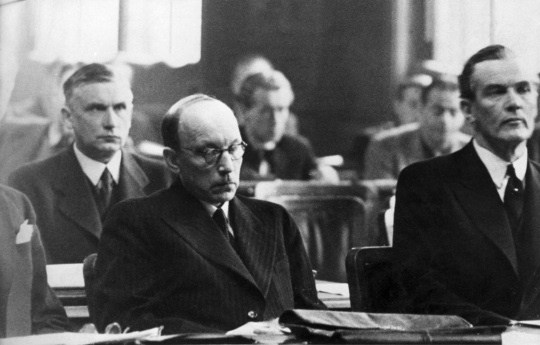
بعد حرب الاستمرار في فنلندا،كان ريستو ريتي (في الوسط)،الرئيس الخامس لجمهورية فنلندا، المتهم الرئيسي في محاكمات مسؤولية الحرب الفنلندية. حكم على ريتي بالسجن 10 سنوات سجن.

بعدالحرب العالمية الثانية، كانت العبارة تشير عادةً إلى محاكمات القادة الألمان واليابانيين في المحاكم التي أنشأتها دول الحلفاء المنتصرة.
وعقدت المحاكمات السابقة في نورمبرج بألمانيا بموجب صكين قانونيين.أولاً، تم التوقيع على ميثاق لندن من قبل ممثلي الولايات المتحدة والمملكة المتحدة وفرنسا والاتحاد السوفيتي في لندن في 8 أغسطس 1945 ؛ الآخر، القانون رقم 10، صدر من قبل مجلس مراقبة الحلفاء في برلين في 20 ديسمبر 1945.
نص ميثاق لندن على إنشاء المحكمة العسكرية الدولية، المؤلفة من قاض واحد وقاض مناوب واحد من كل من الدول الموقعة، لمحاكمة مجرمي الحرب.بموجب ميثاق لندن، تنقسم الجرائم المنسوبة إلى المتهمين إلى ثلاث فئات: الجرائم ضد السلام (الجرائم التي تنطوي على التخطيط لحرب عدوانية والشروع فيها وشنها)؛ جرائم الحرب (انتهاكات قوانين وأعراف الحرب على النحو المنصوص عليه في اتفاقيات لاهاي والمعترف به عمومًا من قبل القوات العسكرية للدول المتحضرة)؛ والجرائم ضد الإنسانية، مثل إبادة الجماعات العرقية والإثنية والدينية وغيرها من الفظائع ضد المدنيين.
في 8 أكتوبر 1945، كان أنطون دوستلر أول جنرال ألماني يحاكم بتهمة ارتكاب جرائم حرب من قبل محكمة عسكرية أمريكية في قصر العدل في روما.اتُهم بإصدار الأمر بقتل 15 جنديًا أمريكيًا تم أسرهم في عملية جيني الثانية في إيطاليا في مارس 1944.اعترف بإصدار الأمر بالإعدام، لكنه ذكر أنه لا يمكن تحميله المسؤولية، لأنه كان ينفذ لتوه أوامر رؤسائه.كان إعدام 15 من أسرى الحرب الأمريكيين في إيطاليا بأمر من دوستلر تنفيذًا لأمر كوماندوز هتلر لعام 1942 والذي تطلب التنفيذ الفوري لجميع قوات الكوماندوز المتحالفة، سواء كانوا يرتدون الزي الرسمي أم لا، دون محاكمة إذا تم القبض عليهم من قبل القوات الألمانية.رفضت المحكمة الدفاع عن الأوامر العليا ووجدت دوستلر مذنبًا بارتكاب جرائم حرب.حكم عليه بالإعدام وأعدم رميا بالرصاص في 1 ديسمبر 1945 في أفيرسا.
أصبحت قضية دوستلر سابقة لمحاكمات نورمبرغ للجنرالات والمسؤولين والقادة النازيين الألمان، بدءًا من نوفمبر 1945، حيث أن استخدام الأوامر العليا كدفاع لا يعفي الضباط من مسؤولية تنفيذ الأوامر غير القانونية أو مسؤولية العقاب.في المحكمة.تم تدوين هذا المبدأ في المبدأ الرابع من مبادئ نورمبرغ وتم العثور على مبادئ مماثلة في أقسام من الإعلان العالمي لحقوق الإنسان.
أُقيمت محاكمات مجرمي الحرب اليابانيين في طوكيو باليابان لتنفيذ إعلان القاهرة وإعلان بوتسدام وأداة الاستسلام ومؤتمر موسكو.كان إعلان بوتسدام (يوليو / تموز 1945) قد نص على أن «العدالة الصارمة يجب أن تُطبق على جميع مجرمي الحرب، بمن فيهم أولئك الذين زاروا القسوة على أسرى نا»، على الرغم من أنه لم ينذر على وجه التحديد بالمحاكمات. تم تحديد اختصاصات المحكمة في ميثاق المحكمة العسكرية الدولية للشرق الأقصى، الصادر في 19 يناير 1946. كان هناك خلاف كبير، بين الحلفاء وداخل إداراتهم، حول من يجب أن تجربهم وكيف ستحاكمهم.على الرغم من عدم وجود توافق في الآراء، قرر الجنرال دوغلاس ماك آرثر، القائد الأعلى لقوات الحلفاء، بدء الاعتقالات.في 11 سبتمبر، بعد أسبوع من الاستسلام، أمر باعتقال 39 مشتبهاً بهم - معظمهم أعضاء في حكومة حرب رئيس الوزراء هيديكي توجو.حاول توجو الانتحار، لكن تم إنعاشه بمساعدة الأطباء الأمريكيين.وأدين فيما بعد من بين آخرين وشنق.

#### محاكمات نورمبرغ
في 18 أكتوبر 1945، قدم المدعون العامون لائحة اتهام إلى المحكمة تتهم 24 فردًا بارتكاب مجموعة متنوعة من الجرائم والفظائع، بما في ذلك التحريض المتعمد على حروب عدوانية، وإبادة الجماعات العرقية والدينية،وقتل وسوء معاملة أسرى الحرب، وقتل وسوء معاملة وترحيل مئات الآلاف من سكان البلدان التي احتلتها ألمانيا خلال الحرب.
ومن بين المتهمين القادة الاشتراكيون القوميون هيرمان جورينج ورودولف هيس، والدبلوماسي يواكيم فون ريبنتروب، وصانع الذخائر جوستاف كروب فون بوهلين أوند هالباخ، والمارشال فيلهلم كيتل، والأدميرال إريك رايدر و 18 من القادة العسكريين الآخرين والمسؤولين المدنيين.كما اتهمت سبع منظمات شكلت جزءًا من الهيكل الأساسي للحكومة النازية بأنها جنائية.وشملت هذه المنظمات SS (قوات الأمن الخاصة النازية، «فيلق الدفاع»)،الجستابو (غيستابو، و «شرطة الدولة السرية»)، و SA (كتيبة العاصفة، «قوات العاصفة»)، وكذلك هيئة الأركان العامة والقيادة العليا للقوات المسلحة الألمانية.
بدأت المحاكمة في 20نوفمبر1945.تألفت الكثير من الأدلة التي قدمها الادعاء من وثائق عسكرية ودبلوماسية وأخرى حكومية أصلية وقعت في أيدي قوات الحلفاء بعد انهيار الحكومة الألمانية
صدر حكم المحكمة العسكرية الدولية في 30 سبتمبر و 1 أكتوبر 1946.من بين السمات البارزة للقرار الاستنتاج، وفقًا لاتفاقية لندن، أن التخطيط لحرب عدوانية أو التحريض عليها يعد جريمة بموجب مبادئ القانون الدولي.ورفضت المحكمة ادعاء الدفاع بأن مثل هذه الأفعال لم يسبق تعريفها على أنها جرائم بموجب القانون الدولي، وبالتالي فإن إدانة المتهمين تنتهك مبدأ العدالة الذي يحظر العقوبات بأثر رجعي.كما هو الحال مع قضية دوستلر، فقد رفضت أيضًا ادعاء عدد من المتهمين بأنهم ليسوا مسؤولين قانونًا عن أفعالهم لأنهم أدوا الأفعال بأوامر من سلطة أعلى، مشيرة إلى أن «الاختبار الحقيقي...ليس هو وجود النظام ولكن ما إذا كان الخيار الأخلاقي (في تنفيذه) ممكنًا في الواقع».
فيما يتعلق بجرائم الحرب والجرائم ضد الإنسانية، وجدت المحكمة أدلة دامغة على وجود حكم منهجي للعنف والوحشية والإرهاب من قبل الحكومة الألمانية في الأراضي التي تحتلها قواتها.قُتل ملايين الأشخاص في معسكرات الاعتقال النازية، وقد تم تجهيز العديد منها بغرف الغاز لإبادة اليهود والغجر وأعضاء الجماعات العرقية أو الدينية الأخرى.بموجب سياسة العمل بالسخرة التي اتبعتها الحكومة الألمانية، تم ترحيل ما لا يقل عن 5 ملايين شخص قسراً من منازلهم إلى ألمانيا.مات الكثير منهم بسبب المعاملة اللاإنسانية.كما وجدت المحكمة أن الفظائع قد ارتكبت على نطاق واسع وكمسألة من السياسة الرسمية.
من بين المنظمات السبع التي وجهت لوائح اتهام إليها، أعلنت المحكمة جنائية الفيلق القيادي للحزب،SS،SD (الشرطة الأمنية الألمانية و «خدمة الأمن») والجستابو.

## المحاكم المخصصة
في مايو 1993، خلال الحروب اليوغوسلافية التي أعقبت جرائم الحرب الجماعية، وأعمال «التطهير العرقي» في يوغوسلافيا السابقة من قبل القوات البوسنية الصربية، أنشأت الأمم المتحدة المحكمة الجنائية الدولية ليوغوسلافيا السابقة، لمحاكمة مجرمي الحرب من جميع الجنسيات.وشملت الجرائم المنسوبة إليها انتهاكات جسيمة لاتفاقيات جنيف وجرائم حرب وجرائم ضد الإنسانية وجرائم إبادة جماعية.كانت أول محكمة يتم فيها محاكمة الاعتداء الجنسي باعتباره جريمة حرب.كانت المحكمة الجنائية الدولية ليوغوسلافيا السابقة أول محكمة جرائم حرب دولية منذ محاكمات نورمبرغ.في النهاية، وجهت المحكمة الجنائية الدولية ليوغوسلافيا السابقة لوائح اتهام إلى ما يقرب من 161 فردًا: 68٪ من الصرب العرقية.أدين المسؤولون الكرواتيون الصرب، والصرب البوسنيون، والصرب، والبوسنيون الكرواتيون بارتكاب جرائم ضد الإنسانية، وزعماء صرب البوسنة بارتكاب إبادة جماعية.
في عام1994، فتحت الأمم المتحدة المحكمة الجنائية الدولية لرواندا في أعقاب الإبادة الجماعية في أبريل/نيسان - يونيو / حزيران في ذلك البلد لمواطني الهوتو.
على الرغم من فعالية المحاكم في محاكمة الأفراد، إلا أنها أثبتت أنها مشروع مكلف، وكشفت الحاجة إلى محكمة دائمة، والتي عُرفت في النهاية باسم المحكمة الجنائية الدولية.

## روابط خارجية
- المركز الدولي للعدالة الانتقالية، صفحة العدالة الجنائية